# Saints de Saint Paul (baseball)
Pour les articles homonymes, voir Saints de Saint Paul.
Les Saints de Saint Paul sont un club de baseball professionnel américain basé dans la ville Saint Paul, dans l'État du Minnesota, aux États-Unis. Ils évoluent dans la division Nord de l'Association américaine, une ligue indépendante de baseball non affiliée aux ligues majeures dont les Saints sont l'une des équipes fondatrices. Avant 2006, les Saints ont évolué en Northern League.
Les Saints jouent, depuis 2015 leur matches à domicile au CHS Field. Entre 1993 et 2014, ils jouaient au Midway Stadium.
Le club a remporté cinq fois les séries finales de la Ligue et neuf fois les séries de leur division.

## Managers
Le tableau suivant présente la liste des managers du club depuis 1993.
| # | Entraîneur     | Période   | Saison régulière | Saison régulière | Saison régulière | Saison régulière | Playoffs | Playoffs | Playoffs | Playoffs | Récompenses              |
| # | Entraîneur     | Période   | M                | V                | D                | %                | M        | V        | D        | %        | Récompenses              |
| - | -------------- | --------- | ---------------- | ---------------- | ---------------- | ---------------- | -------- | -------- | -------- | -------- | ------------------------ |
| 1 | Tim Blackwell  | 1993-1994 | 150              | 85               | 65               | .567             | 4        | 3        | 1        | .750     | Champion en 1993         |
| 2 | Marty Scott    | 1995-2000 | 510              | 264              | 246              | .518             | 27       | 15       | 12       | .556     | Champion en 1995 et 1996 |
| 3 | Doug Sisson    | 2001      | 90               | 37               | 53               | .411             | -        | -        | -        | -        | -                        |
| 4 | Jim Johnson    | 2002      | 89               | 39               | 50               | .438             | -        | -        | -        | -        | -                        |
| 5 | George Tsamis  | 2003-2020 | 1720             | 951              | 769              | .553             | 71       | 38       | 33       | .535     | Champion en 2004 et 2019 |
| 6 | Ron Gardenhire | 2021-     |                  |                  |                  |                  |          |          |          |          |                          |

## Stades
- 1993-2014 : Midway Stadium
- 2015- : CHS Field